# Catharina van Saksen-Lauenburg
Catharina van Saksen-Lauenburg (Ratzeburg, 24 september 1513 - Stockholm, 23 september 1535) was van 1531 tot aan haar dood koningin-gemalin van Zweden. Ze behoorde tot het huis Ascaniërs.

## Levensloop
Catharina was een dochter van hertog Magnus I van Saksen-Lauenburg en Catharina van Brunswijk-Wolfenbüttel, dochter van hertog Hendrik I van Brunswijk-Wolfenbüttel.
Op 24 september 1531, haar achttiende verjaardag, huwde de protestants opgevoede Catharina in Stockholm met koning Gustaaf I van Zweden (1496-1560). Via dit huwelijk knoopte Gustaaf dynastieke banden aan met het oude geslacht der Folkungen, waarvan Catharina langs moederskant afstamde. Hij verwierf daardoor belangrijke politieke contacten in de protestantse Noord-Duitse vorstendommen, die hem ondersteunden in zijn plannen om de Reformatie door te voeren.
Het echtpaar had naar verluidt geen diepe gevoelens voor elkaar en maakte vaak ruzie. Desondanks vervulde Catharina haar dynastieke plicht en beviel ze in 1533 van een mannelijke erfgenaam, de latere koning Erik XIV van Zweden (1533-1577). Catharina werd beschouwd als een koude en gevoelloze vrouw en klaagde over alles wat Zweeds was. Ook leerde ze nooit de Zweedse taal, terwijl haar echtgenoot Gustaaf geen Duits sprak. Daardoor verliep de communicatie tussen beide echtelieden erg moeilijk. Bij een bezoek van haar schoonbroer Christiaan III van Denemarken, de echtgenoot van haar zus Dorothea, aan Stockholm in 1535, beschuldigde Catharina Gustaaf ervan een moordaanslag op Christiaan voor te bereiden. Bij een dansvoorstelling enkele dagen later, moest de opnieuw zwangere Catharina ziek het bed houden. De ziekte werd haar fataal en ze overleed dezelfde avond nog, een dag voor haar 22ste verjaardag. Catharina werd bijgezet in de Kathedraal van Uppsala.
- Gemeinsame Normdatei: 137979533
- International Standard Name Identifier: 0000 0000 5907 817X
- LIBRIS: 335137
- Virtual International Authority File: 86137775